# Pete Ricketts
John Peter "Pete" Ricketts (født 19. august 1964 i Nebraska City, Nebraska) er en amerikansk politiker, der fra 2023 er senator i USA's senat for delstaten Nebraska. Han var guvernør for Nebraska fra 2015 til 2023. Han er medlem af det Republikanske parti.
Ricketts blev indsat som guvernør den 8. januar 2015. Han blev valgt første gang den 4. november 2014, og genvalgt 6. november 2018.
Ricketts forlod sit embede efter sin anden periode som guvernør i Nebraska 5. januar 2023. Kort efter (23. januar) blev han udpeget til det amerikanske senat af sin efterfølger som guvernør, Jim Pillen, til at udfylde den ledige plads efter Ben Sasses afgang. Ricketts vil stille til at blive valgt til at afslutte Sasses periode ved et ekstraordinært senatorvalg i 2024 og har meddelt, at han har til hensigt at stille op til en fuld seksårig periode i 2026.